# Det Preussiske Videnskabsakademi
Det Preussiske Videnskabsakademi (tysk Königlich-Preußische Akademie der Wissenschaften) blev oprettet i 1700 og bestod helt frem til 1945.
Videnskabsakademiet blev stiftet af kurfyrste Frederik 3. af Brandenburg som Kurfürstlich-Brandenburgische Societät der Wissenschaften ("Det kurfyrstelige videnskabsselskab i Brandenburg"). Efter at Frederik var blevet kronet til konge af Preussen kaldte selskabet sig "det kongelige preussiske videnskabsakademi". Den første præsident for selskabet var Gottfried Wilhelm Leibniz.
Under Frederik den Store havde akademiet en blomstringstid. Blandt medlemmerne fandtes berømte forskere som Leonhard Euler, Jean le Rond d'Alembert, Maupertuis, Lagrange, Voltaire, Montesquieu, Denis Diderot, Gotthold Ephraim Lessing, Christoph Martin Wieland og Immanuel Kant. I denne periode havde akademiet egne forskningsinstitutioner, som et observatorium, en botanisk have og et laboratorium, men måtte overlade disse til det nystiftede universitet i Berlin i 1812. I stedet blev der oprettet egne kommissioner for de forskellige grene af videnskaben.
Efter 2. verdenskrig omdannede den sovjetiske militæradministration i Tyskland videnskabsakademiet til "Det tyske videnskabsakademi" i Berlin. I 1972 blev dette omdøbt til Videnskabsakademiet i DDR. Efter Tysklands genforening blev dette omdannet til Videnskabsakademiet i Berlin-Brandenburg. 60 tidligere medlemmer af DDR-akademiet stiftede i 1993 det konkurrerende Leibniz-selskab.
52°30′50″N 13°23′39″Ø / 52.5139°N 13.3942°Ø